# ラシド・ラムジ
ラシド・ラムジ (Rashid Ramzi、1980年7月17日 - )は、バーレーンの陸上競技選手である。2002年にモロッコから帰化した。2005年世界陸上選手権では、大会史上初となる800mと1500mの2冠を達成している。2007年世界陸上選手権では1500m2連覇に一歩及ばず、銀メダルとなった。2008年の北京オリンピックでは1500mでオリンピックでは自身初となる金メダルに輝いたが、新型のエリスロポエチンによるドーピングで2009年11月にメダルを剥奪され、バーレーン陸連から2年間の資格停止処分を受けた。

## 主な実績
| 年   | 大会               | 場所                       | 種目  | 結果 | 記録    |
| ---- | ------------------ | -------------------------- | ----- | ---- | ------- |
| 2004 | 世界室内陸上選手権 | ブダペスト（ハンガリー）   | 800m  | 銀   | 1:46.15 |
| 2005 | 世界陸上選手権     | ヘルシンキ（フィンランド） | 800m  | 金   | 1:44.24 |
| 2005 | 世界陸上選手権     | ヘルシンキ（フィンランド） | 1500m | 金   | 3:37.88 |
| 2007 | 世界陸上選手権     | 大阪（日本）               | 1500m | 銀   | 3:35.00 |
| 2008 | オリンピック       | 北京（中華人民共和国）     | 1500m | 失格 |         |

## 自己ベスト
- 800m - 1:44.05 (2006年7月17日)
- 1500m - 3:29.14 (2006年7月14日)アジア記録